# Шугуровка (деревня)
Шугуровка — деревня в Пермском районе Пермского края. Входит в состав Заболотского сельского поселения.

## Географическое положение
Расположена на правом берегу реки Качка при впадении в неё малой реки Шугориха примерно в 7,5 км к юго-востоку от административного центра поселения, деревни Горшки, и в 37,5 км к юго-западу от центра города Перми.

## Население
| 2010 |
| ---- |
| 31   |

## Улицы[2]
- Заречная ул.
- Лесная ул.

## Топографические карты
- Лист карты O-40-76 Юго-камский. Масштаб: 1 : 100 000. Состояние местности на 1983 год. Издание 1984 г.